# Blen
Blen Tadesse, född 2 november 1988, är en svensk sångerska och låtskrivare.

## Biografi
Blen inledde sin karriär genom att sjunga refräng i diverse Hiphop artisters låter, bland andra åt Petter och Ison & Fille. De senaste tiden har hon istället fokuserat på att sjunga sina egna RnB låtar. Under sommaren 2018 medverkade hon i Allsång på Skansen.
2019 medverkade hon i protestsången mot vapenvåldet, Lägg ner ditt vapen.

## Diskografi[4]

### Singlar
| År   | Titel      |
| ---- | ---------- |
| 2016 | Prioritera |
| 2017 | Bra man    |
| 2017 | Ingenting  |
| 2018 | Nära dig   |

### Medverkar på
| År   | Titel                                                         |
| ---- | ------------------------------------------------------------- |
| 2012 | You are the One- Leo Brothers featuring Blen                  |
| 2014 | Min- Lilla Namo featuring Blen                                |
| 2015 | Cityljus- Petter featuring Blen                               |
| 2016 | Dagen då våren kom till Bredäng- Marit Bergman featuring Blen |
| 2016 | Dö för- Mohammed Ali featuring Blen                           |
| 2016 | Mentally- Gee Dixon featuring Blen                            |
| 2016 | Vi skiner- Ison & Fille featuring Blen                        |
| 2017 | Katching- Gee Dixon featuring Blen                            |